# Виктор Баников
Виктор Баников (на украински: Віктор Банніков; на руски: Виктор Банников) е съветски футболист и треньор. Почетен майстор на спорта на СССР (1991).
Член на КПСС от 1973 г. Президент на Украинската футболна федерация от 1991 до 1996 г. Първи заместник-председател на Украинската футболна федерация от 1996 г. до 2001 г.

## Кариера
Баников е роден в с. Лугини, Украинска ССР, в семейство на етнически руснаци. В град Житомир започва кариерата си в големия футбол. През 1961 г. се премества в Киев, където прекарва 8 години от кариерата си, играейки за Динамо Киев. През това време, той е смятан за един от най-добрите играчи и заедно с Динамо печели шампионата през 1967 и 1968 г. Също така е част от съветския национален отбор, който заема четвърто място на Световното първенство по футбол през 1966 г. През 1968 г. записва рекорд, който никога не е подобрен в съветския футбол - не допуска гол цели 1122 минути. През 1972 г. вече в Торпедо Москва, печели Купата на СССР.

### Национален отбор
За националния отбор на СССР има 14 мача. Първият му мач се провежда на 29 ноември 1964 г. срещу България (0:0). Последният мач е на 6 август 1972 г. срещу Швеция (4:4).

## Отличия

### Отборни
Динамо Киев
- Съветска Висша лига: 1966, 1967, 1968
- Купа на СССР по футбол: 1964, 1966

Торпедо Москва
- Купа на СССР по футбол: 1972